# Узмор'я
Узмор'я (рос. Узморье) — село у Енгельському районі Саратовської області Російської Федерації.
Населення становить 1629 осіб. Орган місцевого самоврядування — Терновське муніципальне утворення.

## Історія
Населений пункт розташований у межах українського історичного та культурного регіону Жовтий Клин.
До 1941 року належав до АРСР Німців Поволжя. Орган місцевого самоврядування від 2004 року — Терновське муніципальне утворення.

## Населення
| 2010 |
| ---- |
| 1629 |